# Pohlia hyaloperistoma
Pohlia hyaloperistoma là một loài rêu trong họ Bryaceae. Loài này được Da-cheng Zhang, X.J. Li & Higuchi mô tả khoa học đầu tiên năm 2002.

## Tên gọi khác
- Pohlia hyaloperistoma
- Hyaloperistoma Pohlia
- Hyaloperistoma Moss

## Đặc điểm, môi trường sống
Pohlia hyaloperistoma là một loài rêu nhỏ, màu vàng lục, có nguồn gốc từ  vùng nhiệt đới châu Phi và được tìm thấy trong các khu rừng, tảng đá ẩm ướt và dọc theo các bờ suối. Nó có thể được tìm thấy ở các quốc gia như Cameroon, Gabon và Cộng hòa Dân chủ Congo.
Hoa của Pohlia hyaloperistoma nhỏ và có màu vàng, có một hạt ở giữa. Hạt nhỏ và tròn, có lớp ngoài mỏng như giấy. Cây con nhỏ và mảnh khảnh, có lá mỏng, màu xanh nhạt.

## Công dụng và lợi ích
Pohlia hyaloperistoma được sử dụng trong y học cổ truyền Trung Quốc để điều trị các bệnh khác nhau như sốt, đau đầu và các bệnh về da. Nó cũng được sử dụng làm thuốc nhuộm tự nhiên cho vải và làm phụ gia thực phẩm.

## Trồng trọt và nhân giống
Pohlia hyaloperistoma được tìm thấy ở các vùng nhiệt đới và cận nhiệt đới. Nó được nhân giống bằng bào tử, được giải phóng từ các bào tử. Các bào tử có thể được thu thập và gieo trên môi trường ẩm như hỗn hợp đất-than bùn. Loài rêu cũng có thể được nhân giống bằng cách chia các cây tạo thành từng đám. Nên chia cây thành từng khóm nhỏ rồi cấy vào nơi ẩm ướt, râm mát.